# Nihon Minka-en

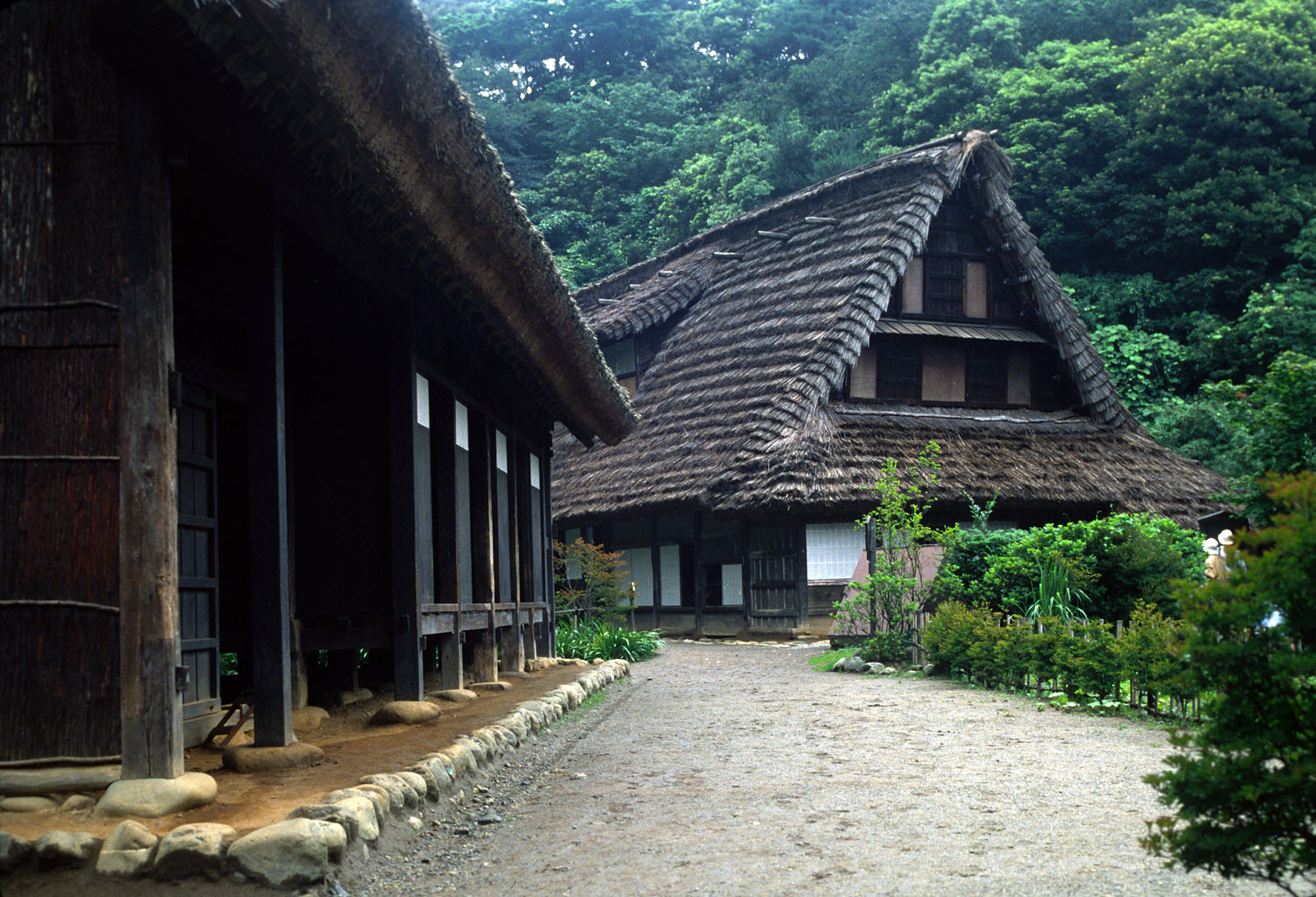
Cases tradicionals a Nihon Minka-en

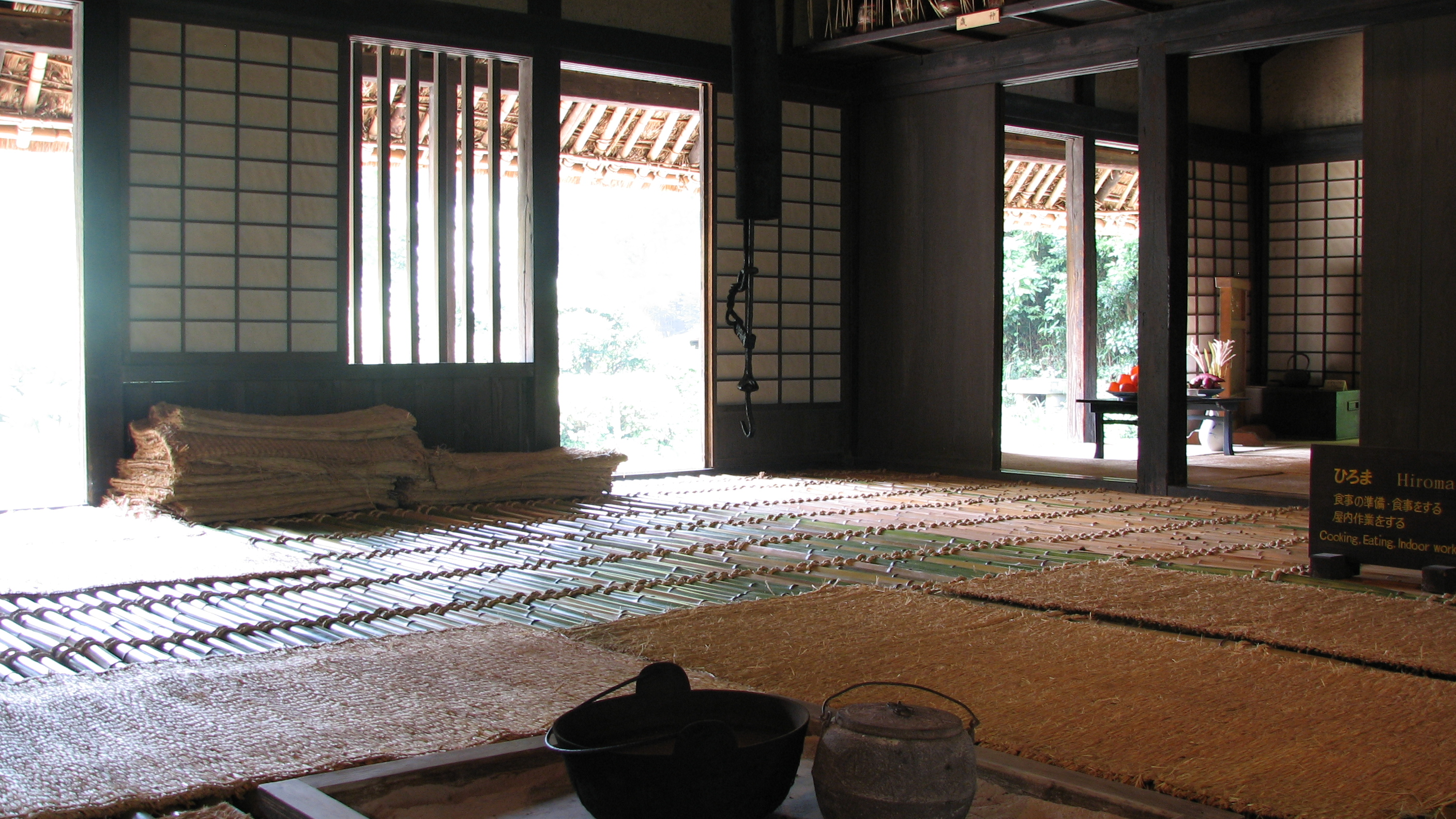
Interior de la casa Kitamura a Nihon Minka-en

Nihon Minka-en (en japonès 日本民家園) és un conjunt de cases tradicionals japoneses dins el Parc Natural Ikuta Ryokuchi (生田緑地) de Tama-ku, a Kawasaki, prefectura de Kanagawa, Japó. Al parc s'hi exhibeix una col·lecció de 20 minka (民家, cases tradicionals) de diverses parts del Japó, especialment cases amb coberta de palla de l'est del Japó. D'aquestes, nou han rebut la designació de Béns Culturals Importants per part del govern nacional. Les cases són variades i inclouen exemples de regions de fortes neus, allotjaments per a viatgers i un escenari teatral. Els visitants poden veure la varietat regional i les diferències en la construcció.
El parc és gestionat per la ciutat de Kawasaki. L'entrada és gratuïta per als visitants que no superin l'edat de batxillerat. L'entrada es troba a quinze minuts a peu des de l'estació de Mukogaoka-Yuen a la línia Odakyu Odawara .